# Биолошки часовник
Биолошки часовник означава ритмичност психофизичких збивања у човеку а која су у вези са ритмичним збивањима у природи. С обзиром да у природи владају различита ритмична збивања као што је смена годишњих доба, ритмично појављивање дана и ноћи, плиме и осеке основано је претпоставити да се то одражава на човека у виду најразличитијих ритмова тзв. биолошких ритмова.
Тако су до сада идентификоване следеће промене у биолошком часовнику;
- циркадијални ритмови, односно дневни ритмови условљени смењивањем дана и ноћи,
- био-ритмови или месечни ритмови (барем код жена),
- сезонски (годишњи ритмови), повезани са променом годишњег доба и други.

Извесна истраживања физиолога и психолога потврђују значај ритмичног понављања збивања у човеку на његово понашање и посебно, на његову радну активност. Актуелност тих истраживања је дошла до изражаја са ширењем сменског рада који у значајној мери нарушава уобичајене ритмове који се одвијају у човеку што има за последицу повећање броја повреда на раду, менталних потешкоћа и сл.
Најновије студије показују да је мозак централни хронометар — биолошког часовника који регулише циклусе буђења и спавање — и има два дела која испадају из синхронизације током промена интензитета светлости у току рада у сменама од шест сати, или времена које је потребно да прелетимо преко Атлантика. Тим истраживача са Универзитетског центра у Вирџинији и Универзитетског Медицинског центра у Холандији објавио је своје истраживања о утицају промене временских зона на организам, и његов биолошки часовник (у часопису Current Biology).
- Истраживања су показала да је дорзални и вентрални део супрахиазматичног језгра (СХЈ), мозга, централни хронометар, прилагођавања различитим нивоима сменских промена светлости, који потенцијално узрокује потешкоће у периоду прилагођавања, од којих људи највише пате након летења кроз неколико часовних зона. (СХЈ) садржи око 20.000 нервних ћелија и налази се у хипоталамусу, делу мозга, управо изнад места где се укрштају оптички живци очију.
- Истраживачи су открили да се вентрални део супрахиазматичног језгра (СХЈ), који је директно повезан нервним завршецима за очитавање светла на ретини ока, брзо синхронизује са новим распоредом светла, чак и радикално мења распоред прилагођавања. Али дорзални део супрахиазматичног језгра (СХЈ), захтева неколико додатних дана за прилагођавање. То резултује сложеним импулсима који имају штетан утицај на функционисање ткива и органа у организму у периоду од неколико дана.

Као последица нарушене ритмичности биолошког часовника настаје тзв.циркадијална дисритмија, која подразумева ремећење (десинхронизацију) нормалног биолошког часовника, циркадијалног ритма, спољним узроцима (нпр. циклус дан—ноћ, светло—тама) и један је од битних чинилаца појаве преморености у готово свим професијама које своје активности обављају у сменама (возачи, пилоти, лекари, војници, полицајци итд), или у току рада пролазе кроз већи број часовних зона (пилоти, астронаути, стјуардесе итд). Циркадијални ритам има периодичност од 24 до 26 часова и карактеристичан је за правилно функционисање великиког број органских система, чија десинхронизација најчешће прво доводи до појаве премора.
Наука која истражује «биолошки часовник» код човека и животиња назива се хронобиологија.
Основни циљ хронобиологије је да покреће заједничке пројекте истараживања у следећим областима: дневно мерење функционалности циркадијанских система, прецизна дијагноза циркадијалних поремећаја ритма са квантификацијом знакова и симптома, израда дефиниција и клиничких смерница везаних за циркадијалне поремећаја ритма човековог биолошког часовника и квантификација успешности примењених смерница.
Ритмични рад неурона биолошког часовника генетички је програмиран. Претпоставља се да постоји више гена и њихових одговарајућих протеина који формирају две међусобно повезане петље које стварају циркадијални ритам супрахијазмичних неурона.
Идентификација гена биолошког часовника довела је до открића следећих чињеница:
- исти или гени сличне примарне структуре идентификовани су код животињских врста различите еволуцијске старости што указује да су гени одговорни за контролу циркадијалног ритма еволуционо стари и конзервисани;
- гени циркадијалног ритма преписују се у протеине у SCN неуронима (неуронима супрахијазмичког једра) под утицајем светлости;
- експресија гена циркадијалног ритма утврђена је и у другим деловима тела и другим типовима ћелија.